# Бабин До (Шипово)
Бабин До је насељено мјесто у општини Шипово, Република Српска, БиХ. Према попису становништва из 2013, у насељу је живјело 126 становника. Сви становници овог мјеста су Срби.

## Географија
Сам центар Бабиног Дола смештен је на око 756 метара надморске висине.Кроз територију села протиче река Глоговац и два мања поточића Зечковина и Полице док река Јањ граничи село са суседним Бабићима.Засеоци Бабиног Дола су:Центар,Пећи,Црепуље,Кичелово Брдо,Бужани,Борје,Превија и 4 мања засеока:Перичићи,Пратрићи,Жугорићи и Граховац.

## Становништво
| Националност       | 2013. | 1991. | 1981. | 1971. | 1961. |
| Срби               | 126   | 337   | 544   | 714   | 769   |
| Југословени        |       |       | 1     |       |       |
| остали и непознато |       |       | 5     | 1     |       |
| Укупно             | 126   | 337   | 550   | 715   | 769   |

| Демографија | Демографија | Демографија |
| Година      | Становника  | Становника  |
| ----------- | ----------- | ----------- |
| 1961.       | 769         |             |
| 1971.       | 715         |             |
| 1981.       | 550         |             |
| 1991.       | 337         |             |
| 2013.       | 126         |             |